# 카를로스 부저
카를로스 오스틴 부저 주니어(영어: Carlos Austin Boozer Jr., 1981년 11월 20일 ~ )는 미국의 은퇴한 농구 선수로 현역 시절 포지션은 파워 포워드, 센터이다.